# Klädesholmens socken
Klädesholmens socken i Bohuslän ingick i Tjörns härad, ingår sedan 1971 i Tjörns kommun och motsvarar från 2016 Klädesholmens distrikt.
Socknens areal är 1,39 kvadratkilometer varav 1,38 land, och omfattar fyren Pater Noster samt tätorten Klädesholmen med sockenkyrkan Klädesholmens kyrka. År 2000 fanns här 1 329 invånare.

## Administrativ historik
Klädesholmens församling bildades 1794 som kapellförsamling genom en utbrytning ur Stenkyrka församling.
Sockenstämmoprotokoll finns för åren 1794-1862. Klädesholmens socken tillhörde Stenkyrka jordebokssocken.
Klädesholmens landskommun bildades 1903 genom en utbrytning ur Stenkyrka landskommun. Landskommunen inkorporerades 1952 i Tjörns landskommun som 1971 uppgick i Tjörns kommun. Församlingen uppgick 2010 i Rönnängs församling.
1 januari 2016 inrättades distriktet Klädesholmen, med samma omfattning som församlingen hade 1999/2000.
Socknen har tillhört län, fögderier, tingslag och domsagor enligt vad som beskrivs i artikeln Tjörns härad.

## Geografi och natur
Klädesholmens socken omfattar öar och skär sydväst om Tjörn med Hamneskär. Socknens består av kal bergig kustbygd.
I socknen finns naturreservatet Pater Noster-skärgården som ingår i EU-nätverket Natura 2000.

## Fornlämningar
Dödingsrösen efter ilandflutna människor finns.

## Befolkningsutveckling
Befolkningen ökade från 593 1810 till 910 1920 varefter den minskade till 507 1990.

## Namnet
Namnet skrevs 1594 Kledesholmen och kommer från ön. Förleden innehåller klase, 'klunga' syftande på att holmarna bildar en klunga.